# Micropathus montanus
Micropathus montanus är en insektsart som beskrevs av Richards, A.M. 1971. Micropathus montanus ingår i släktet Micropathus och familjen grottvårtbitare. Inga underarter finns listade i Catalogue of Life.